# Црвена Соња
Црвена Соња (енгл. Red Sonja) је филм из 1985. у коме главне улоге играју: Бригит Нилсен и Арнолд Шварценегер.

## Радња
Окрутна краљица Гедрен отме Талисман, тајанствени предмет којим је створен читав свемир, како би завладала светом. При томе убије и све чуварке Талисмана, осим Варне, једине која успева да побгне, иако је тешко рањена. Варну од Гедрениних војника спасава ратник Kалидор, и Варна од њега затражи да потражи њену сестру Соњу.
Kалидор проналази Соњу и одводи је је сестри, која од ње на самрти затражи да уништи Талисман и спречи Гедрен у својим плановима. Соња обећа и креће у осветнички поход, јер и сама има личних разлога за обрачун са Гедрен. Kалидор се придружује Соњи у походу, а путем им се прикључују и млади принц Тарн, и његов чувар Фалкон.

## Улоге
| Глумац                  | Улога                     |
| ----------------------- | ------------------------- |
| Бригит Нилсен           | Црвена Соња               |
| Арнолд Шварценегер      | принц Калидор             |
| Сандал Бергман          | краљица Гедрен            |
| Пол Л. Смит             | Фалкон                    |
| Ерни Рејес млађи        | принц Тарн                |
| Роналд Лејси            | Ајкол                     |
| Пет Роуч                | лорд Брајтаг              |
| Тери Ричардс            | Ђарт                      |
| Џенет Агрен             | Варна, Соњина сестра      |
| Дона Остербер           | Кендра (првосвештеница)   |
| Лара Назински           | служавка краљице Гедрен   |
| Ханс Мајер              | отац Црвене Соње          |
| Франческа Романа Колуци | мајка Црвене Соње         |
| Стефано Марија Миони    | Барлок (брат Црвене Соње) |
| Туте Лемков             | чаробњак                  |
| Кијоши Јамасаки         | Кјобо                     |
| Тад Хорино              | кинески учитељ мачевања   |

## Зарада
- Зарада у САД - 6.948.633 $